# Lavalova dýza
Lavalova dýza nebo Lavalova tryska je rozšiřující se vyústění tryskového motoru, ve kterém rychlost hořícího paliva stoupá z rychlosti zvuku, dosažené v nejužším místě vyústění trysky (začátek Lavalovy dýzy), směrem ven na rychlost nadzvukovou při současném zvětšování průřezu a snižování tlaku.
Funkce této dýzy závisí na různých vlastnostech toku plynu při podzvukových a v nadzvukových rychlostech. Rychlost podzvukového proudění plynu se zvýší, jestliže se zužuje průměr dýzy (tento jev nastává v důsledku stálosti hmotnostního průtoku). Plyn proudící skrze Lavalovu dýzu je izoentropický (míra jeho entropie je téměř neměnná).
V nadzvukovém stavu je plyn stlačitelný, a tlaková (zvuková) vlna se jím může šířit. V bodě hrdla, kde je plocha příčného průřezu nejnižší, dosahuje plyn rychlosti zvuku (Machovo číslo = 1,0). Se zvyšováním plochy průřezu dýzy se plyn rozpíná a jeho rychlost roste (Machovo číslo > 1).